# 石油コンビナート

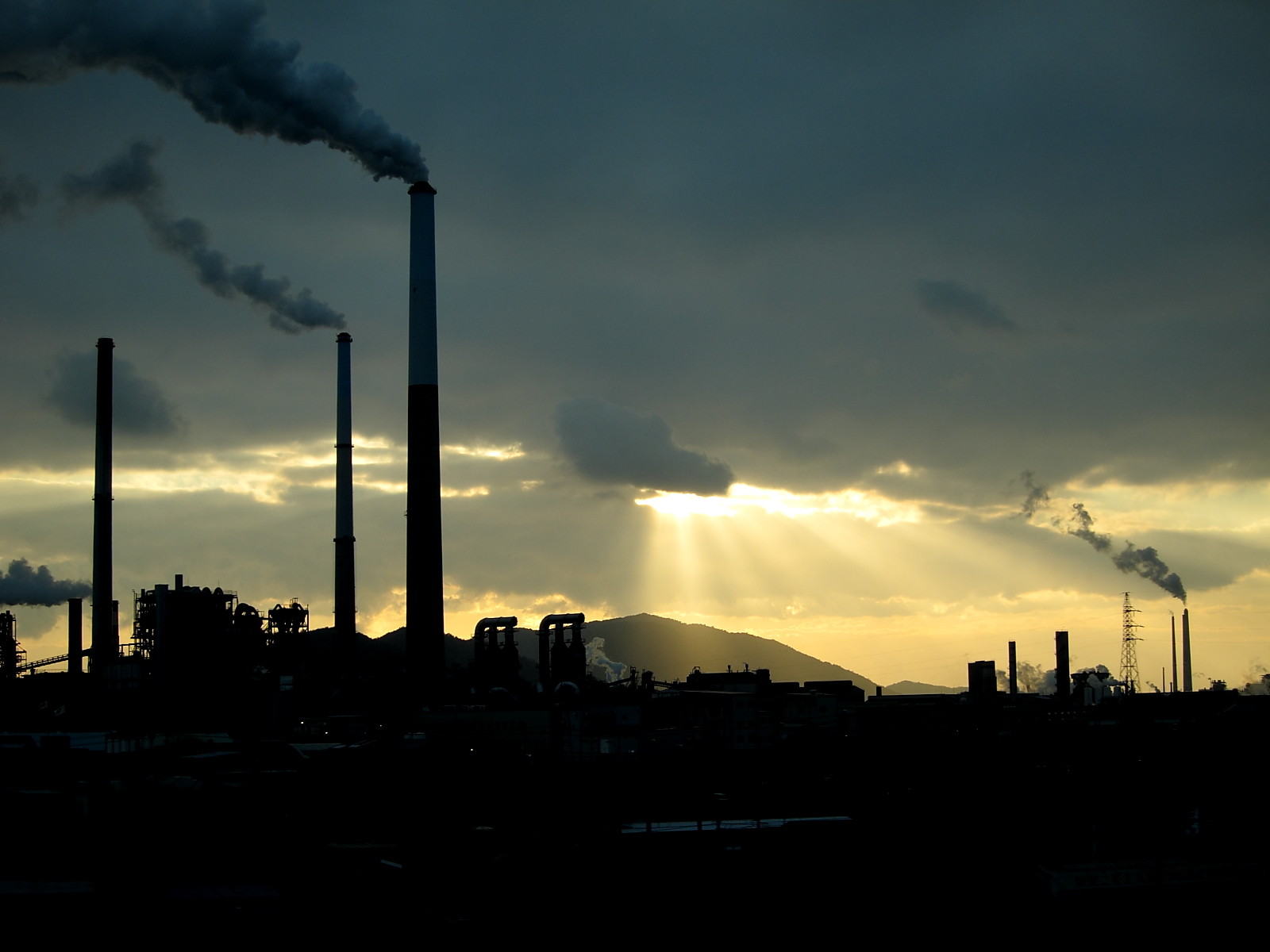
山口県・徳山の工場群

石油コンビナート（せきゆコンビナート）とは、石油関連企業相互の生産性向上のために、原料・燃料・工場施設を計画的・有機的に結び付けて配置された工業地帯。
ソビエト連邦が工業化のため形成した「コンビナート」（ロシア語：комбинат [kəm⁽ʲ⁾bʲɪˈnat] ( 音声ファイル)）をモデルとして、日本では第二次世界大戦後、石油化学工業の発展により各地に整備された。石油化学コンビナートとも呼ばれる。

## 日本のコンビナート
日本のコンビナートは太平洋ベルトを中心に立地しており、産業発展の礎になってきた。日本では、製油所、エチレンプラント、誘導品工場の3種類が揃ったコンビナート13箇所、これに三菱化学の四日市（三重県）、三井化学の岩国大竹（山口県）を加えた15箇所が石油化学コンビナートといわれている。
日本のコンビナートは高度経済成長期にできたものがほとんどであり、最近の海外の超大規模コンビナートに比べて遜色のない採算ラインで操業できるかどうかという課題を常に抱えている。
先述のとおり、日本のコンビナートは、非常に多くの企業を擁している。さらに特徴的なのが、あるコンビナートではエチレンプラントで基礎原料を供給している企業が、他のコンビナートでは他企業から基礎原料を得て誘導品を製造している、という現状である。場合によっては、エチレンプラントが不採算だからといって、勝手にエチレンプラントを停止させることができず、事前にコンビナート内、また、コンビナート間で利害の調整を図り、結果としてそのプラントが作っていたものを他から輸送する、ということをしなければいけなくなることもある。これにどのように合理化的に対応するかという課題がある。
また、国外の一部のコンビナートと日本のコンビナートの違いとして、エチレンプラントに供給する原料があげられる。日本ではナフサがほとんどであるが、国外ではエタンの比率が多い、もしくはどれかへの偏りがないように調達している。エタンは石油を採掘する際の副産物であり、中東などでは油田からパイプラインで供給することができる。その場合には、ナフサのようにプラント内でわざわざ作る必要がないので、製品の価格も安く抑えることができる。
国外では、超大規模なコンプレックスが一つの企業（化学メーカーだったり石油メジャーだったりするが）で運営されていることが多い。また、産油国自身が油田、製油所、石化プラントを丸ごと敷地内におき、運営している、という例もある。この動きを受けて日本では、関係企業間の利害の調整を図り、国外の石化プラントに匹敵するスケールメリットを創出するため、石化コンビナートに関係する主要な企業が協力して、2000年5月に「石油コンビナート高度統合運営技術研究組合 (RING)」を設立して、コンビナートの高度統合運営技術開発等に関する取り組みを行っている。日本の石油コンビナートは今岐路にあると言える。
日本における通常のコンビナートの基本構成は、原油を受け入れる施設、原油を蒸留する事による沸点の差でナフサやガソリンなどを取り出す製油所、ナフサをさらに細かく成分分けするエチレンプラント(ここの生産能力がそのまま石油コンビナートの能力と見なされる事が多い)、分けられた成分(誘導品と呼ぶ)を使用してそれぞれにあった製品を作る多くの各種工場に分かれる。それぞれは近距離に集中して配置され、パイプで結ばれ、成分を供給している事が多い。最近では化学メーカーだけでなく、石油メーカー自体が石油コンビナートを持つ形態もある。逆に製油所がない石油コンビナート、合理化などの理由によりエチレンプラントがない石油コンビナートもあり、その形態は非常に多様化している。

### 歴史

#### 高度経済成長期
日本の石油コンビナートは、戦後復興がある程度実り、成長を図ろうとして、日本の政策が「軽工業から重化学工業への転換」を謳っていた時期に設立された。しかし、日本では当時、一つの企業でコンビナート全体を作るコストに耐える体力がなかったため、多くの企業が参画できるように政府が企業の調整を行ったとされている。この「複数の企業で一つのコンビナート」を形成していることは、企業連携という意味は日本の石油コンビナートのユニークな点であり、他方、これは時には足かせともなった。1956年（昭和31年）、川崎市、四日市市、岩国市、新居浜市の4か所に建設が決定され、それぞれ日本石油化学（現ENEOS）、三菱油化、三井石油化学工業、住友化学工業が中核業者となった。1958年（昭和33年）には三井化学・岩国が最初に稼働、次いで住友化学・新居浜が稼動した。4か所の中核業者をみてもわかるとおり、エチレンプラントという巨大な設備投資に耐えられるのは旧財閥・コンツェルン系企業であった。高度経済成長を象徴するものの一つであり、中には公害の問題を生じたものもある。誘導品レベルでは1994年（平成6年）前後から業界再編があったが、コンビナートの基幹設備であるエチレンプラントが関わる段階での再編は行われなかったに等しい。2008年（平成20年）あたりからの深刻な不況により化学業界全体が軒並み減益や赤字となっている。そして、中東では産油から汎用樹脂生産までを現地一貫で行う巨大プラントが続々と立ち上がっている。そのうち石化プラントの調達原料は軒並み、ナフサと比べて大幅に安上がりなエタンである。
そして、アメリカにおいて大量に発掘され始めているシェールガスの波もあり、国内のエチレンプラントの廃止を含めた再編がいよいよ本格化し始めている。
ちなみに住友化学は、サウジアラビアのラービグにおいて、アラムコ社との合弁会社「ペトロ・ラービグ」を立ち上げ、原油の採掘、精製、化学プラントの一貫生産設備を建設し、その一部が2009年4月9日、稼動を開始した(住友化学の発表より)。石化プラントの使用する原料はエタンである。
それらの動きを受け、日本のコンビナートにおいていくつかの動きが見られている。これらには国からRINGが補助金を受けて技術開発を実施したRING事業、企業が直接国から補助を受けて実施した事業

### 主要な石油化学コンビナート

#### 市原・袖ヶ浦
市原や袖ヶ浦には石油精製設備では出光興産、コスモ石油、東燃ゼネラル石油、富士石油のプラントが立地する。また、石油化学設備では出光興産のほか、丸善石油化学、京葉エチレン、三井化学のプラントが立地する。
- 出光興産コンビナート
  - 【プラントにナフサ他を提供する製油所】出光興産(株)千葉製油所
  - 【中核施設であるエチレンプラントを擁する事業所】出光興産(株)千葉工場
  - 【誘導品工場】千葉フェノール(株)、三井化学(株)千葉工場、(株)プライムポリマー 姉崎工場、PSジャパン(株)市原工場、BASF出光(株)千葉工場、京葉エチレン(株)
- 丸善石油化学コンビナート
  - 【プラントにナフサ他を提供する製油所】コスモ石油(株)千葉製油所
  - 【中核施設であるエチレンプラントを擁する事業所】 丸善石油化学(株)<コスモ石油(株)[旧:丸善石油]の石油化学部門> 千葉工場、京葉エチレン(株)
  - 【誘導品工場】JSR(株)千葉工場、日本ポリプロ(株)五井工場、京葉エチレン(株)、千葉ブタジエン工業(株)、京葉モノマー(株)、デンカ(株)千葉工場、旭ペンケミカル(株)千葉工場、JNC石油化学(株)本社工場、五井化成(株)本社工場、日立化成(株)五井事業所、宇部丸善ポリエチレン(株)、UBEエラストマー（株）千葉工場、旭硝子(株)千葉工場、KHネオケム(株)千葉工場、東洋スチレン(株)五井工場
- 三井化学コンビナート
  - 【プラントにナフサ他を提供する製油所】ENEOS(株)千葉製油所
  - 【中核施設であるエチレンプラントを擁する事業所】三井化学(株)市原工場、京葉エチレン(株)
  - 【誘導品工場】JSR(株)千葉工場、(株)プライムポリマー 千葉工場、千葉フェノール(株)本社工場、三井・デュポンポリケミカル(株) 市原工場、日本アルキルフェノール(株)、日本エポキシ樹脂製造(株)、三井・デュポンフロロケミカル(株)千葉工場
- 住友化学コンビナート
  - 【プラントにナフサ他を提供する製油所】出光興産(株)千葉製油所及び富士石油(株) 袖ヶ浦製油所
  - 【中核施設であるエチレンプラントを擁する事業所】住友化学(株)千葉工場、京葉エチレン(株)
  - 【誘導品工場】JSR(株)千葉工場、東部ブタジエン(株)、千葉アルデハイド(株)、日本オキシラン(株)千葉工場、日本ポリスチレン(株)千葉工場、広栄化学工業(株)千葉プラント、日本エイアンドエル(株)千葉工場、ダイセル(株)ほか

#### 川崎
川崎には石油精製設備では、ENEOSと東亜石油のプラントが立地する。また、石油化学設備では東燃化学、ENEOSのプラントが立地する。
- 東燃化学コンビナート
  - 【プラントにナフサ他を提供する製油所】ENEOS(株)川崎製油所
  - 東燃化学合同会社川崎工場
  - 【誘導品工場】日本ゼオン(株)川崎工場、日本ポリプロ(株)川崎工場、旭化成ケミカルズ(株)川崎事業所、昭和電工(株)川崎事業所、日本合成アルコール(株)本社工場、(株)ENEOS NUC川崎工業所、新日本理化(株)川崎工場、日本ブチル(株)川崎工場、昭和電工(株)
- ENEOSコンビナート
  - 【プラントにナフサ他を提供する製油所】ENEOS(株)川崎製油所
  - 【中核施設であるエチレンプラントを擁する事業所】ENEOS(株)川崎製油所、日本ポリエチレン(株)川崎工場、旭化成ケミカルズ(株)川崎製造所、日本触媒(株)川崎製造所
  - 【誘導品工場】日本ゼオン(株)川崎工場、サンアロマー(株)川崎工場、日本乳化剤(株)川崎工場、日本合成アルコール(株)本社工場、サンケミカル(株)、新日石プラスト(株)芝山工場、サン・ペトロケミカル(株)本社工場、日本触媒(株)他工場

#### 鹿島
鹿島には石油精製設備では鹿島石油のプラントが立地する。また、石油化学設備では三菱化学のプラントが立地する。
- 三菱化学コンビナート
  - 【プラントにナフサ他を提供する製油所】鹿島石油(株)<ENEOS(株)の関連会社>鹿島製油所
  - 【中核施設であるエチレンプラントを擁する事業所】三菱化学(株)鹿島事業所
  - 【誘導品工場】JSR(株)鹿島工場、(株)トクヤマ鹿島工場、日本ポリエチレン(株)鹿島工場、日本ポリプロ(株)鹿島工場、旭硝子(株)鹿島工場、鹿島塩ビモノマー(株)本社工場、(株)ティーエムエアー鹿島工場、鹿島ケミカル(株)本社工場、花王(株)鹿島工場、日本乳化剤(株)鹿島工場、(株)カネカ鹿島工場、(株)ADEKA鹿島工場、信越化学工業(株)鹿島工場、(株)クラレ鹿島事業所、ライオンケミカル(株)鹿島工場、(株)ユポ・コーポレーション鹿島工場、(株)油化スケネクタディー鹿島工場、三菱ガス化学(株)鹿島工場、JSRクレイトンエラストマー鹿島工場、(株)クラレ鹿島事業所、三井化学(株)鹿島工場、日本ブチル(株)鹿島工場

#### 知多
知多には石油精製設備では出光興産、石油化学設備ではENEOSのプラントが立地する。

#### 四日市
四日市には石油精製設備では昭和四日市石油やコスモ石油、石油化学設備では東ソーのプラントが立地する。
- 三菱化学コンビナート
  - 【プラントにナフサ他を提供する製油所】昭和四日市石油(株)四日市製油所(2001年、三菱化学のエチレンプラント停止によりエチレン供給機能停止)
  - 【中核施設であるエチレンプラントを擁する事業所】三菱化学(株)四日市事業所 (2001年エチレンプラント停止、水島・鹿島両事業所より供給受ける)
  - 【誘導品工場】JSR(株)四日市工場、三菱ガス化学(株)四日市工場、ライオン・スペシャリティ・ケミカルズ(株)本社工場、日本アエロジル(株)四日市工場、日本ユニペット(株)四日市工場、四日市合成(株)本社工場、PSジャパン(株)四日市工場、テクノポリマー(株)四日市事業所、(株)JSP四日市工場、東邦化学工業(株)四日市工場、ジャパンエポキシレジン(株)四日市工場、ケッチェン・ブラック・インターナショナル(株)四日市工場、ヴィテック(株)四日市工場
- 東ソーコンビナート
  - 【プラントにナフサ他を提供する製油所】コスモ石油(株)四日市製油所
  - 【中核施設であるエチレンプラントを擁する事業所】東ソー(株)四日市事業所
  - 【誘導品工場】JSR(株)四日市工場、丸善石油化学(株)四日市工場、三菱化学(株)四日市事業所、KHネオケム(株)四日市工場、大洋塩ビ(株)四日市工場、日本ポリプロ(株)四日市工場、(株)ジェイ・プラス四日市工場、DIC(株)四日市工場、テクノポリマー(株)四日市事業所、東ソー(株)の他工場

#### 堺・泉北
堺・泉北には石油精製設備では東燃ゼネラル石油、コスモ石油、大阪国際石油精製のプラントが立地する。また、石油化学設備では三井化学（大阪石化）のプラントが立地する。
- 三井化学コンビナート
  - 【プラントにナフサ他を提供する製油所】ENEOS(株) 堺製油所、コスモ石油(株) 堺製油所及び大阪国際石油精製(株)<ENEOS(株)の関連会社>大阪製油所
  - 【中核施設であるエチレンプラントを擁する事業所】大阪石油化学(株)本社工場
  - 【誘導品工場】三井化学(株) 大阪工場、日本アルキルアルミ(株)大阪工場、日本酢ビ・ポバール(株) 堺工場、(株)プライムポリマー 大阪工場、旭化成ケミカルズ(株)、(株)カネカ、東ソー(株)、大洋石油化学(株)、日本ポリスチレン(株)、日本エイアンドエル(株)、日本ゼオン(株)、三井化学(株)他工場

#### 倉敷市・水島
水島には石油精製設備ではENEOS、石油化学設備では三菱化学旭化成エチレンのプラントが立地する。
- 三菱化学コンビナート
  - 【プラントにナフサ他を提供する製油所】ENEOS(株)水島製油所A工場
  - 【中核施設であるエチレンプラントを擁する事業所】三菱化学(株)水島事業所、ダイヤニトリックス(株)水島工場、ヴィテック(株)水島工場、岡山ブタジエン(株)水島工場
  - 【誘導品工場】日本ゼオン(株)水島工場、日本ポリエチレン(株)水島工場、日本ポリプロ(株)水島工場、(株)クラレ倉敷事業所、日本合成化学工業(株)水島工場、関東電化工業(株)水島工場、日本イソブチレン(有)
- 旭化成ケミカルズコンビナート
  - 【プラントにナフサ他を提供する製油所】ENEOS(株)水島製油所B工場
  - 【中核施設であるエチレンプラントを擁する事業所】山陽石油化学(株)<旭化成ケミカルズ(株)の子会社>
  - 【誘導品工場】旭化成ケミカルズ(株)水島製造所、大阪ソーダ(株)水島工場、岡山ブタジエン(株)水島工場、日本ゼオン(株)水島工場、PSジャパン(株)水島工場、旭化成エポキシ(株)

#### 周南
周南には出光興産の石油化学設備のプラントが立地する。
- 出光興産コンビナート・周南
  - 【プラントにナフサ他を提供する製油所】出光興産(株)徳山事業所
  - 【中核施設であるエチレンプラントを擁する事業所】東ソー(株)南陽事業所、(株)トクヤマ徳山製造所、
  - 【誘導品工場】昭和電工(株)徳山事業所、徳山積水工業(株)本社工場、日本ゼオン(株)徳山工場、新第一塩ビ(株)徳山工場、徳山ポリプロ(有)、出光サートマー(株)、大洋塩ビ(株)、三井化学(株)岩国大竹工場徳山分工場、東ソー(株)南陽事業所

#### 大分
大分には石油精製設備ではENEOS、石油化学設備ではレゾナック（旧昭和電工）のプラントが立地する。
- 大分石油化学コンビナート（大分市、大分臨海工業地帯）[4]
  - 【プラントにナフサ他を提供する製油所】ENEOS(株)大分製油所
  - 【中核施設であるエチレンプラントを擁する事業所】(株)レゾナック大分コンビナート
  - 【誘導品工場】NSスチレンモノマー(株)大分製造所、東亞合成(株)大分工場、サンアロマー(株)大分工場、(株)鶴崎サンソセンター、日油(株) 大分工場、日本エラストマー(株)大分工場、日本ポリエチレン(株)大分工場、日本硫炭工業(株)大分工場[5]

#### その他の地域
その他の地域のコンビナートには北海道の室蘭（出光興産）、仙台（JXエネルギー）、根岸（JXエネルギー）、和歌山（東燃ゼネラル石油）、麻里布（JXエネルギー）、西部石油（山口）、四国の今治（太陽石油）などがある。
- 三井化学コンビナート（岩国大竹）
  - 【プラントにナフサ他を提供する製油所】ENEOS(株)麻里布製油所(1993年、エチレン供給停止)
  - 【中核施設であるエチレンプラントを擁する事業所】三井化学(株)岩国大竹工場 (1993年エチレンプラント停止)
  - 【誘導品工場】ダイセル(株)大竹工場、三井・デュポンポリケミカル(株)大竹工場
- 住友化学コンビナート（新居浜）
  - 住友化学(株)愛媛工場 (1983年エチレンプラント停止)

### コンビナートの連携と統合
- RING-I - 石油精製高度統合運営技術開発（2000年 - 2002年、鹿島、川崎、瀬戸内、水島、周南の5地区、5テーマで実施）[2]
- RING-II - 石油精製環境低負荷高度統合技術開発（2003年 - 2005年、鹿島、千葉、堺・泉北、水島、周南の5地区、7テーマで実施）[2]
  - 三井化学市原工場と出光興産千葉工場では2003－2005年度のRING事業（RING II）でナフサ留分等の相互融通と最適化に関する技術開発に取り組んだ。さらに2010年（平成22年）4月1日、三井化学と出光興産の折半出資により、両者が千葉地区に持つエチレンセックスターの製造や運営を行う「千葉ケミカル製造有限責任事業組合」(LLP)を設立した。意味するものは、両社の千葉地区のエチレンセンターの事実上の統合である。
- RING-III - 石油精製高度機能融合技術開発（2006年 - 2009年、鹿島、千葉、水島の3地区、3テーマで実施）[2]
- コンビナート連携事業（2009年 - 2013年、千葉、知多、水島、四日市で実施）[2]
  - 2009年（平成21年）6月2日、三菱化学と旭化成ケミカルズがエチレンプラントの統合を目指していることを明らかにした（水島地区）。発表によると、まず共同出資で会社を作り、その会社に両方にエチレンセンターの運営を行わせる。次に3年以内に運用の最適化(つまり統合)を行う、としている。2010年（平成22年）5月31日、翌2011年（平成23年）4月より双方のエチレンセンターの一体運営を行う、という発表が双方からなされた。2011年（平成23年）2月23日、三菱化学と旭化成ケミカルズの折半出資による、西日本エチレン有限責任事業組合(LLP)の設立が発表され、同年4月1日に事業を開始した。
- 石油産業構造改善事業（2014年 - 2017年、千葉で実施）[2]

## サウジアラビアのコンビナート
サウジアラビアの代表的なコンビナートには、アルジュベールの石油化学コンビナート、ヤンブーの石油化学コンビナート、ラービグの石油化学コンビナートなどがある。
ジュベイルのコンビナートの原油処理能力は2か所の製油所で71万BD、エチレン装置能力は9つのプラントで1,075トン/年である。

## ヨーロッパのコンビナート
ヨーロッパの代表的な石油化学コンビナート地域としてはオランダのロッテルダムやベルギーのアントワープなどがある。これらの地域の石油化学コンビナートはルートヴィヒスハーフェン・アム・ラインなどの内陸化学工場とは河川（ライン川やローヌ川等）や運河などでつながっており、北海や地中海などとはパイプライン網で結ばれている 。

## アメリカ合衆国のコンビナート
メキシコ湾岸には北米最大の港湾設備とともに石油精製プラントや石油化学プラントが多く立地する。メキシコ湾岸のベイタウンのコンビナートの原油処理能力は58万BD、エチレン装置能力は220トン/年である。

## シンガポールのコンビナート
シンガポールのジュロン島（一部は本島やブコム島を含む）には輸出型石油精製基地が立地する。ジュロンのコンビナートの原油処理能力は3か所の製油所で137万BD、エチレン装置能力は3つのプラントで401トン/年である。

## インドのコンビナート
インドのジャムナガールには世界最大規模の石精・石化一体コンビナートが立地する。ジャムナガールのリライアンス社の第1製油所の原油処理能力は66万BD（1999年稼働）、第2製油所の原油処理能力は58万BD（2009年稼働）である。

## 韓国のコンビナート
韓国の蔚山・温山コンビナートは700社以上が立地する韓国最大の石油化学コンビナートである。蔚山にはSKイノベーションの原油処理プラント（84万BD）とSKグローバルケミカル（86万トン/年）のエチレン装置プラントがある。同じ市内でかつ、隣接する温山地区にはS-Oilの原油処理プラント（67万BD）と大韓油化（47万トン/年）のエチレン装置プラントがある。蔚山・温山コンビナートの原油処理能力は2か所の製油所で151万BD、エチレン装置能力は2つのプラントで133トン/年である。
その他、全羅南道の麗水市にはGSカルテックスの製油所を中核としたコンビナート。ソウル首都圏に近い、忠清南道瑞山市の大山地区にはHD現代オイルバンクの製油所を中核にしたコンビナートが立地している。

## 台湾のコンビナート
台湾の主要なコンビナートは高雄と雲林県麦寮にあり、台湾プラスチックグループが一貫で運営する麦寮のコンビナートの原油処理能力は54万BD、エチレン装置能力は294トン/年である。

## 中国のコンビナート
中国の鎮海のコンビナートの原油処理能力は48万BD、エチレン装置能力は100トン/年である。